# Andreas Bastron

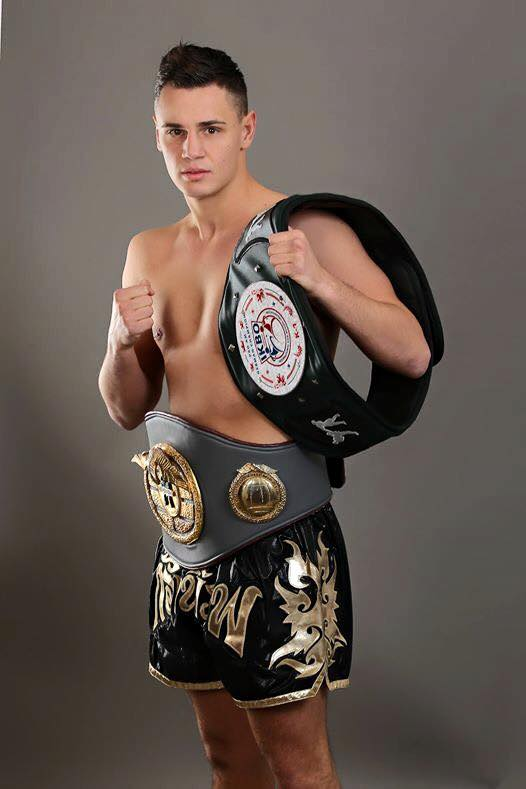
Andreas Bastron, 2018

Andreas Bastron (* 1. Dezember 1992 in Leninskoje, Kirgisistan) ist ein mehrfacher deutscher und Europameister im Kickboxen, 2018 wurde er auch Profi-Weltmeister im Kickboxen.

## Leben
Der Vater von Andreas Bastron, Adam Adamowytsch Bastron, kam im Jahre 1994 mit seiner Familie als Spätaussiedler nach Deutschland.
Mit vier Jahren fing Andreas Bastron in Mülheim an der Ruhr (Deutschland) mit dem Kickboxen an. Er bekam mit 15 Jahren seinen schwarzen Gürtel beim Taekwondo. Er gewann zudem Turniere im Kickboxen sowie auch im Boxen und Taekwondo.

## Profisport
In seiner Profilaufbahn als Kampfsportler erzielte Andreas Bastron nationale und internationale Erfolge. Er ist zweifacher deutscher Meister und ebenso zweifacher Europameister im Kickboxen. Im Alter von 25 Jahren gewann er die Profi-Weltmeisterschaft im Kickboxen.
Andreas Bastron ist einer der erfolgreichsten Sportler im Team Logisch. Aktuell trainiert Andreas Bastron weiterhin mit seinem langjährigen Trainer Roman Logisch in Mülheim an der Ruhr im Team Logisch.
Andreas Bastron ist zweifacher deutscher Meister in K-1. Er hat seine erste deutsche Meisterschaft in K-1 am 28. September 2014 im Verband der IKBO in Mülheim an der Ruhr gewonnen. Seine zweite deutsche Meisterschaft in K-1 gewann Andreas Bastron am 25. April 2015 im Verband der ICBO in Köln.
Zudem ist Andreas Bastron auch zweifacher Europameister in K-1. Er hat die erste europäische Meisterschaft in K-1 am 11. November 2015 im Verband der WKF in Dunaújváros, Ungarn gewonnen. Die zweite Europameisterschaft in K-1 gewann Andreas Bastron zwei Jahre später am 6. Mai 2017 auch im Verband der WKF in Santorin, Griechenland.
Am 28. April 2018 gewann Bastron in Wien, Österreich die Weltmeisterschaft im Profi-Kickboxen im Verband der WKF. Er besiegte seinen Gegner Jarrod Horath mit einem K.O. in der zweiten Runde. Andreas Bastron überraschte seinen Gegner Jarrod Horath gegen Ende der zweiten Runde mit einem sehr explosiven Drehkick zur Leber, woraufhin Jarrod Horath zu Boden ging.